# Алис в градовете
„Алис в градовете“ (на немски: Alice in den Städten) е западногермански филм от 1974 година, драма на режисьора Вим Вендерс по негов сценарий в съавторство с Файт фон Фюрстенберг. 

## Сюжет
В центъра на сюжета е странстващ германски репортер, който по стечение на обстоятелствата поема грижите за почти непознато момиче, с което пътува от Ню Йорк до Европа и след това се опитва да намери негови близки, пътувайки в Нидерландия и Германия. Главните роли се изпълняват от Рюдигер Фоглер и Йела Ротлендер.

## В ролите
| Изпълнител     | Роля                         |
| -------------- | ---------------------------- |
| Рюдигер Фоглер | Филип Винтер                 |
| Йела Ротлендер | Алис                         |
| Лиза Крейцер   | Лиза, майката на Алис        |
| Ханс Хиршмюлер | Полицаят                     |
| Еда Кьокл      | Анджела, приятелка в Ню Йорк |